# Azucarera Nuestra Señora del Carmen
La azucarera Nuestra Señora del Carmen es un antiguo complejo industrial situado en el municipio español de Benalúa, en la provincia de Granada, comunidad autónoma de Andalucía. La fábrica azucarera fue levantada a comienzos del siglo XX, manteniéndose en servicio entre 1913 y 1983.

## Historia
En 1912 un grupo de propietarios y labradores de la comarca de Guadix, descontentos con la gestión que estaba haciendo la Sociedad General Azucarera de España, decidieron constituir la Unión Agrícola Azucarera «Nuestra Señora del Carmen». La nueva sociedad puso en marcha la construcción de una planta azucarera en Benalúa de Guadix, la cual se inauguraría en 1913. 
Las instalaciones se encontraban situadas en las cercanías de la estación de ferrocarril y del trazado de la línea Linares-Almería, por lo que se construyó un ramal de enlace para facilitar el intercambio de mercancías. La producción de la planta de Nuestra Señora del Carmen pronto desbancaría a la cercana azucarera San Torcuato, en Guadix. La fábrica de Benalúa, que constituyó la última azucarera que se levantó en la provincia de Granada, se mantuvo en servicio hasta 1983.